# Myrmecia tepperi
Myrmecia tepperi is een mierensoort uit de onderfamilie van de Myrmeciinae. De wetenschappelijke naam van de soort is voor het eerst geldig gepubliceerd in 1898 door Emery.